# Hipobetalipoproteinemia
Hipobetalipoproteinemia – choroba genetyczna dziedziczona w sposób autosomalny dominujący, charakteryzująca się obniżonym stężeniem LDL i abetalipoproteiny B (apoB) w osoczu krwi.

## Objawy
Hipobetalipoproteinemia zazwyczaj nie daje objawów klinicznych, choć mogą wystąpić objawy oczne i neurologiczne, zaburzenia wchłaniania tłuszczów oraz biegunka tłuszczowa. Choroba zwiększa ryzyko stłuszczenia wątroby. W bardzo rzadkich postaciach homozygotycznych mogą występować objawy podobne jak w dla abetalipoproteinemii.

## Leczenie
W większości przypadków nie wymaga leczenia. W postaciach homozygotycznych i przy krytycznie niskim stężeniu LDL i apoB we krwi postępowanie jest podobne jak w abetalipoproteinemii.